# Omega (Asia)
Omega è l'album del 2010 del gruppo Asia.

## Tracce
1. Finger On The Trigger – 4:30
2. Through My Veins – 5:09
3. Holy War – 6:00
4. Ever Yours – 4:05
5. Listen, Children – 5:57
6. End Of The World – 5:39
7. Light The Way – 5:10
8. Emily – 5:13
9. I'm Still The Same – 4:44
10. There Was A Time – 5:57
11. I Believe – 4:43
12. Don't Wanna Lose You Now – 4:42

## Formazione
- John Wetton - basso, voce
- Carl Palmer - batteria, percussioni
- Steve Howe - chitarra, seconda voce
- Geoffrey Downes - tastiere, seconda voce